# Cristian Mosquera
Cristián Ferney Mosquera Mosquera (ur. 6 lipca 1980) – kolumbijski zapaśnik w stylu klasycznym. Sześciokrotny uczestnik mistrzostw świata, zajął 30. miejsce w 2006. Srebrny medal na igrzyskach panamerykańskich w 2011 i brązowy w 2015. Sześć medali na mistrzostwach panamerykańskich, srebro w 2002, 2007 i 2009. Mistrz igrzysk Ameryki Południowej w 2006, mistrzostw w 2013 i 2016, a także igrzysk Ameryki Środkowej i Karaibów w 2010. Trzykrotnie pierwszy na igrzyskach boliwaryjskich w 2001, 2009 (w obu wagach), drugi w 2005 i trzeci w 2013 roku.